# Francisco Zuluaga
Francisco Zuluaga, surnommé « El Cobo », né le 4 février 1929 à Medellín et mort le 8 novembre 1993, est un footballeur international colombien, évoluant au poste de défenseur de la fin des années 1940 au milieu des années 1960, avant de se reconvertir en entraîneur à la fin des années 1970.

## Biographie
Francisco Zuluaga fait ses débuts professionnels en 1948 avec le Millonarios FC, son club formateur. Il y jouera jusqu'en 1961, avant de rejoindre Santa Fe puis l'Athlético Nacional en 1964, où il mettra un terme à sa carrière de joueur. Sélectionné à neuf reprises par l'équipe de Colombie, il inscrira un but, lors de la Coupe du monde de 1962,.
Il devient ensuite entraîneur, et dirigera la sélection colombienne pendant un peu moins d'un an, de 1968 à 1969, avec une seule victoire en quinze matchs.

## Palmarès
Millonarios FC
- Championnat de Colombie (6) :
  - Champion en 1949, 1951, 1952, 1953, 1959, 1961.

- Coupe de Colombie (2) :
  - Vainqueur en 1953 et 1956.
  - Finaliste en 1952.